# Montader Madjed
Montader Madjed (arabe : منتظر ماجد), né le 24 avril 2005 à Malmö en Suède, est un footballeur international Irakien qui évolue au poste d'ailier droit au Hammarby IF.

## Biographie

### En club
Né à Malmö en Suède, Montader Madjed est notamment formé par le Östers IF. En janvier 2021, à 15 ans, il rejoint le Varbergs BoIS où il signe un contrat de trois ans. Le transfert est annoncé dès le 27 novembre 2020.
Il fait ses débuts en professionnel avec ce club, le 4 juillet 2021, lors d'une rencontre d'Allsvenskan, la première division suédoise, contre le Kalmar FF. Il entre en jeu et les deux équipes se neutralisent (1-1 score final).
Le 10 août 2022, Montader Madjed rejoint le Hammarby IF. Il signe un contrat de trois ans, soit jusqu'en juillet 2025. Il est dans un premier temps intégré au Hammarby Talang FF (en), qui est l'équipe réserve d'Hammarby, et qui évolue en troisième division suédoise.
Madjed se fait remarquer avec l'équipe réserve le 14 août 2022 en réalisant un triplé contre le Umeå FC, en championnat. Titularisé, il contribue à la victoire de son équipe par quatre buts à trois. Il s'agit de ses trois premiers buts en professionnel,.
Il joue son premier match pour l'Hammarby IF le 19 février 2023, lors d'une rencontre de coupe de Suède face à l'IK Brage. Entré en jeu, il se distingue en délivrant une passe décisive pour Jusef Erabi avant de marquer son premier but pour le club, et participe ainsi à la victoire de son équipe par quatre buts à un,. Madjed se montre à nouveau décisif en coupe de Suède le 5 mars 2023 contre le GIF Sundsvall en réalisant son premier triplé pour Hammarby, contribuant au succès des siens par huit buts à zéro. Hammarby se qualifie par la même occasion pour les quarts de finale de la compétition,. 

### En sélection
Montader Madjed est éligible pour jouer sous les couleurs de la Suède puisqu'il y est né et y a grandi mais également de l'Irak dont est originaire sa famille, ses parents y étant nés. Il souhaite dans un premier temps jouer pour son pays de naissance et représente la Suède en sélection de jeunes, il commence avec les moins de 17 ans. Il fait en tout onze apparitions avec cette sélection entre 2021 et 2022 et marque quatre buts.
En septembre 2023, la Fédération d'Irak de football annonce que le joueur est sur le point de changer de sélection afin d'opter pour l'Irak.
Montader Madjed honore sa première sélection avec l'équipe nationale d'Irak le 6 janvier 2024, contre la Corée du Sud. Il est titularisé et son équipe s'incline par un but à zéro. 
Il est retenu dans la liste des vingt-six joueurs irakiens sélectionnés par Jesús Casas (en) pour disputer la Coupe d'Asie des nations 2023. Alors âgé de 18 ans et 8 mois, il est le deuxième plus jeune joueur à prendre part à cette édition de la compétition.